# Ludwig Hermann (Chemiker)
Ludwig Hermann (* 10. April 1882 in Memmingen; † 31. Mai 1938) war ein deutscher Chemiker und Unternehmer.

## Leben und Werk
Hermann war Sohn eines Memminger Brauereibesitzers. Er besuchte die Realschule in seiner Heimatstadt, anschließend die Oberrealschule in Augsburg. 1900 begann er ein Studium der Chemie an der Technischen Hochschule München, wo er dem Corps Vitruvia beitrat. 1902 leistete er seinen Dienst als Einjährig-Freiwilliger in einem bayerischen Feldartillerieregiment ab.
1905 promovierte er über die Trennung der Ytterbium- und Erbiumerden bei Wilhelm Muthmann. Seine erste Anstellung hatte er schon vorher bei den Kaliwerken Aschersleben erhalten, wo er die Chloralkali-Elektrolyse aufbaute. 1911 wechselte er zu den Farbwerken vorm. Meister Lucius und Brüning in Höchst am Main, wo er ebenfalls das Elektrolyseverfahren einführte und ein Verfahren zur Kompression und Verflüssigung von Chlor entwickelte.

### Erster Weltkrieg
Zu Beginn des Ersten Weltkrieges meldete Hermann sich als Kriegsfreiwilliger. Wegen seiner Kenntnisse in der Chlorchemie wurde er dem 35. württembergischen Pionierregiment zugewiesen, welches seit 1915 im Gaskrieg Chlorgas nach dem Blasverfahren einsetzte. 1916 wurde er zum Hauptmann befördert und übernahm das Kommando über eine Gaskompanie des Regiments.
Hermann entwickelte im Gaskrieg Fachkompetenz und Führungsfähigkeiten und zeigte keinerlei Skrupel wegen des Einsatzes chemischer Waffen. Im Herbst 1917 ernannte ihn die Heeresleitung zum Kommandanten des Gasplatzes Breloh in der Lüneburger Heide, wo Artilleriemunition für den Gaskrieg produziert wurde.

### 1918 bis 1933
Bei Kriegsende erlebte Hermann in Breloh die Novemberrevolution, zu deren überzeugtem Gegner er wurde. Nach seiner Entlassung als Offizier übernahm er die Leitung des Zweigwerkes der Farbwerke Hoechst in Gersthofen bei Augsburg. Im April 1919, zur Zeit der Münchner Räterepublik, berichtete er an die Unternehmensleitung über Streiks und Diskussionen mit Arbeiterräten und schrieb Die Atmosphäre ist etwas freier von bolschewistischen Bazillen dadurch, daß die Arbeiterschaft in Augsburg am Sonntag in einer Massenversammlung die Räterepublik abgelehnt hat. Während der Weimarer Republik war Hermann Anhänger der DNVP.
Zwischen 1919 und 1929 ließ Hermann das Werk Gersthofen grundlegend modernisieren und zahlreiche neue Produkte einführen. Er war auch an der Übernahme einer Beteiligung von 50 % an der Wacker-Chemie durch die Farbwerke Hoechst beteiligt. Nachdem die Farbwerke Hoechst 1925 mit anderen Chemieunternehmen zur I.G. Farbenindustrie fusioniert hatten, gehörte Hermann zum Führungsnachwuchs des neuen Unternehmens. 1930 wechselte er als Leiter der Indigo-Abteilung nach Höchst. Am 1. Januar 1933 übernahm er als Nachfolger Paul Dudens die Leitung des Werkes Höchst und der Betriebsgemeinschaft Mittelrhein und rückten in den Vorstand auf.

### 1933 bis 1938
Mit der nationalsozialistischen Machtergreifung 1933 wurde Hermann zum gläubigen Anhänger Adolf Hitlers, den er als Geschenk der Vorsehung verehrte und in dem er seine Ideale des soldatischen Geistes aus dem Weltkrieg und der Volksgemeinschaft repräsentiert sah. Unter Hermanns Führung vollzog sich die rasche Gleichschaltung des Werkes, in dem vor 1933 die NSDAP nur wenige Anhänger gehabt hatte. Zum 1. August 1935 durfte er, trotz der damals bestehenden Aufnahmesperre, mit Sondererlaubnis des Gauleiters Jakob Sprenger in die NSDAP eintreten (Mitgliedsnummer 3.698.808).
Im Gegensatz zu anderen Führungskräften der I.G. Farben war Hermann allerdings kein bedingungsloser Opportunist. Als gläubiger Protestant lehnte er den nationalsozialistischen Antisemitismus ab und knüpfte eine Spende von 20.000 Reichsmark für den Bau einer evangelischen Kirche in Gersthofen an die Bedingung, daß die Kirche in Gersthofen nicht in die Hände der Arbeitsgemeinschaft der Deutschen Glaubensbewegung fallen dürfe. 
Als bedeutende Leistung Hermanns gilt die grundlegende Modernisierung der Infrastruktur des 1863 gegründeten Werkes Höchst, das durch den planlosen Ausbau während des Ersten Weltkrieges unter Ineffizienz und mangelnden Ausbaumöglichkeiten litt und während der ersten Jahre der I.G. Farben zahlreiche Produktions- und Forschungseinrichtungen an andere Standorte verloren hatte. Die Modernisierung dauerte bis 1939 und stand unter der Leitung seines Stellvertreters und Chefingenieurs Friedrich Jähne. Dazu gehörte die großzügige Anlage neuer Straßen und Erweiterungsflächen, die Reorganisation des Werksbahnnetzes und der Aufbau einer zentralen Strom- und Dampfversorgung anstelle der früheren kleinen Kraftwerke und Transmissionsantriebe. Zwischen 1932 und 1939 wurden jährlich rund 10 Millionen Reichsmark investiert.
1936 erkrankte Hermann an Kehlkopfkrebs. Bei der Feier zum 75-jährigen Jubiläum des Werkes im Januar 1938 konnte er kaum noch sprechen, doch blieb er bis zu seinem Tod für sein Werk engagiert. Karl Winnacker berichtete in seinen Memoiren, dass Hermann ihm noch wenige Tage vor seinem Tod am 31. Mai 1938 die Anschaffung eines damals neu entwickelten Elektronenmikroskopes für die verfahrenstechnische Abteilung genehmigte. Das Gerät wurde in den 1950er Jahren dem Deutschen Museum übergeben.
In Gersthofen ist eine Straße nach Ludwig Hermann benannt.